# Ewa Roos
Eva Maria Roos Sevenheim, känd som Ewa Roos och född Roos den 12 juni 1949 i Caroli församling i Borås, är en svensk sångerska och skådespelare. Hon var under 1960- och 1970-talet framgångsrik på bland annat Svensktoppen och har senare övergått till en karriär som musikal- och komediskådespelerska.

## Karriär

### Tidig karriär
Ewa Roos var bara 13 år när hon vann en talangjakt som ingick i radioserien Landet runt och upptäcktes av kapellmästaren Bosse Lidén. Hon fick jobb som vokalist i Bosse Lidéns orkester, men var så ung att hon måste ha tillstånd från barnavårdsnämnden för att få sjunga på kvällarna.
Som 13-åring spelade hon in sin första skiva, EP:n Vad ska en flicka tro med bland annat "Polly". 1963 vann hon en stor talangjakt i Bildjournalen och fick representera Sverige i en sångtävling för barn i Riccione i Italien. Ewa sjöng "I valet och kvalet" som Owe Thörnqvist hade skrivit åt henne.

### Schlagersångerskan
Roos hade spelat in ett flertal grammofonskivor när hon 1968 gick direkt in på fjärde plats på Svensktoppen med "Tre små ord och jag förlåter". Samma år kom hennes definitiva genombrott med den glada slagdängan "Vilken härlig dag" som låg på Svensktoppen i 12 veckor, varav tre veckor på första plats. På försäljningslistan Kvällstoppen låg den 10 veckor mellan 2 juli och 3 september 1968. Bästa placering var som plats 3. Därefter följde hits som bland annat "Amors pilar", som också var Svensktoppsetta (och 6 veckor på Kvällstoppen mellan 25 februari och 1 april 1969. Bästa placering: 5), "Ole Okay", "Ding dång jag hör bröllopsklockor" och "Sjung bort bekymren". Totalt hade hon mellan 1968 och 1972 nio låtar på Svensktoppen och tre låtar på Kvällstoppen.
I slutet av 1960-talet upplevde Ewa Roos en hektisk period med långa folkparksturnéer, krogshower, skivinspelningar och framträdanden i radio och TV. Roos blev också den yngsta programledaren någonsin när hon 1969 fick leda det klassiska radioprogrammet Det ska vi fira. 
Under 1970-talet blev hon något av en kultsångerska då hon turnerade med dragspelskungen Andrew Walter och violinisten Eric Öst. Ewa Roos var för övrigt den allra första gästartisten i TV-serien Allsång på Skansen som startade 1979.
Både 2021 och 2023 deltog hon i Melodifestivalen tillsammans med Eva Rydberg, där de framförde "Rena rama ding dong" (2021) och "Länge leve livet" (2023).

### Teater, revy och musikaler
Roos spelade revy med Hagge Geigert på Lisebergsteatern i Göteborg 1969 och 1970, där hon för första gången träffade Eva Rydberg. 1978 gjorde hon sin första turné ihop med Rydberg, deras samarbete pågår fortfarande och har resulterat i en lång rad krogshower och folklustspel, inte minst på Fredriksdalsteatern i Helsingborg.
Roos har sedan länge lämnat schlagerbranschen och har i stället utvecklats till en skådespelerska och musikalartist. Hon har varit flitigt engagerad på Stockholms privatteatrar bland annat som hushållerskan i Mannen från La Mancha 1985 och som värdshusvärdinnan i La Cage Aux Folles 1987, båda på Oscarsteatern. På Oscars har hon även medverkat i succéer som Guys and Dolls, Saturday Night Fever, Singin' in the Rain och My Fair Lady. Ewa Roos anses skicklig i att med små medel utveckla även småroller, något hon bland annat visat i farsen Lånta fjädrar på Krusenstiernska teatern i Kalmar sommaren 2008.
Hon har spelat Dolly Tate i Annie Get Your Gun på Chinateatern och gjorde rollen som den stränga hertiginnan i Lorden från gränden på Intiman. Hon har spelat revy med Carl-Gustaf Lindstedt på Vasan och gästspelat hos Tjadden Hällström i Norrköping, bland annat titelrollen i musikalen Hello Dolly. 
1998 var Ewa Roos gästartist i Arlövsrevyn. Hon återvände till sin hemstad Borås lagom till millennieskiftet 1999–2000, för att medverka i nyårsrevyn Va sjûven nu då. I Borås blev hon uppmärkammad som värdshusvärdinnan Josepha i operetten Vita Hästen och som en av tanterna i farsen Arsenik och gamla spetsar.
1996 var hon tillbaka hos Hagge Geigert på Lisebergsteatern i farsen Panik på Operan, vilket följdes av Prazzel året därpå. Sommaren 2011 var Roos engagerad på Vallarnas friluftsteater i Falkenberg i deckarbuskisen Pang på pensionatet.

### TV
I TV har hon varit programledare för underhållningsprogram som Sköna maj (1981) och Sommarkväll i det gröna (1993).

### Priser och utmärkelser
Två gånger har Ewa Roos belönats med privatteatrarnas eget pris Guldmasken. Första gången var det för Bästa kvinnliga huvudroll i Bröderna Östermans huskors, som gavs på Folkan i Stockholm 1992. Den andra Guldmasken erhöll hon 2002 för sin biroll i Hon jazzade en sommar på Fredriksdalsteatern.

## Teater

### Roller (ej komplett)
| År   | Roll                               | Produktion                                                                                                | Regi                           | Teater                   |
| ---- | ---------------------------------- | --- | ------------------------------ | ------------------------ |
| 1983 | Mama Maddalena                     | Nine Maury Yeston                                                                                         | Gene Nettles                   | Oscarsteatern            |
| 1986 | Maria                              | Mannen från La Mancha Mitch Leigh, Dale Wasserman och Joe Darion                                          | Folke Abenius och Mary Bettini | Oscarsteatern            |
| 1986 | Madame Renaud                      | La cage aux folles Jerry Herman och Harvey Fierstein                                                      | Mary Bettini                   | Oscarsteatern            |
| 1989 | Medverkande                        | Skrattverket, revy                                                                                        | Mille Schmidt                  | Intiman                  |
| 1991 | Miss Lynch                         | Grease Jim Jacobs och Warren Casey                                                                        | Runar Borge                    | Chinateatern             |
| 1992 |                                    | Den vilda sardinen Michael Frayn                                                                          | Tony Verner                    | Folkan                   |
| 1995 | Doris                              | Husan också! Åke Cato och Mikael Neumann                                                                  | Hans Bergström                 | Fredriksdalsteatern      |
| 1996 | Gulli Hilding                      | Upp till camping Åke Cato och Mikael Neumann                                                              | Hans Bergström                 | Fredriksdalsteatern      |
| 1997 |                                    | Funny Girl Jule Styne, Bob Merrill och Isobel Lennart                                                     | Hans Bergström                 | Fredriksdalsteatern      |
| 1998 | General Mathilda                   | Guys and Dolls Frank Loesser, Joe Swerling och Abe Burrows                                                | Hans Marklund                  | Oscarsteatern            |
| 1999 | Författarinnan Hilma Bengtsson     | Fars lilla tös Franz Arnold och Ernst Bach                                                                | Jan Hertz                      | Fredriksdalsteatern      |
| 2000 | Betty Arnberg                      | Arnbergs korsettfabrik Franz Arnold och Ernst Bach                                                        | Hans Bergström                 | Fredriksdalsteatern      |
| 2000 |                                    | Lorden från gränden L. Arthur Rose och Noel Gay                                                           | Thomas Ryberger                | Intiman                  |
| 2002 | Doris                              | Hon jazzade en sommar Adde Malmberg, Franz Arnold och Ernst Bach                                          | Hans Bergström                 | Fredriksdalsteatern      |
| 2003 |                                    | Hur man lyckas i business utan att bli utbränd Frank Loesser, Abe Burrows, Jack Weinstock, Willie Gilbert | Peter Björk Anders Albien      | Intiman                  |
| 2003 | Berta                              | Kaos i folkparken Adde Malmberg, Johan Schildt och Robert Sjöblom                                         | Jan Hertz                      | Fredriksdalsteatern      |
| 2004 | Berta                              | Schlageryra i folkparken Adde Malmberg, Johan Schildt och Robert Sjöholm                                  | Adde Malmberg                  | Intiman                  |
| 2005 | Flo Manero Lucille                 | Saturday Night Fever' Nan Knighton, Arlene Phillips, Paul Nicholas och Robert Stigwood                    | TJ Rizzo                       | Oscarsteatern            |
| 2006 | Doktor Lombardi                    | Herrskap och tjänstehjon Carlo Goldoni                                                                    | Jan Hertz                      | Fredriksdalsteatern      |
| 2006 | Dora Baily                         | Singin' in the rain Betty Comden, Adolph Green, Arthur Freed och Nacio Herb Brown                         | Bo Hermansson                  | Oscarsteatern            |
| 2006 | Medverkande                        | Oscars 100-årsjubileum                                                                                    | Hans Marklund                  | Oscarsteatern            |
| 2008 | Asta, husa hos Grossmans           | Lånta Fjädrar Franz Arnold och Ernst Bach                                                                 | Stefan Ekman                   | Krusenstiernska gården   |
| 2008 | Fru Eynsford-Hill Fru Hopkins      | My Fair Lady Frederick Loewe och Alan Jay Lerner                                                          | Tomas Alfredson                | Oscarsteatern            |
| 2009 | Hotellägarinnan                    | Svensson, Svensson på semester Tomas Tivemark, Michael Hjorth och Johan Kindblom                          | Leif Lindblom                  | Krusenstiernska gården   |
| 2010 | Matilda Ribba                      | Zpanska flugan Franz Arnold och Ernst Bach                                                                | Leif Lindblom                  | Krusenstiernska gården   |
| 2011 | Berta Bengtsson, ägarinna          | Pang på pensionatet Krister Classon                                                                       | Krister Classon                | Vallarnas friluftsteater |
| 2012 | Änkan                              | Hjälten från Kalmarsund Franz Arnold och Ernst Bach                                                       | Bo Hermansson                  | Krusenstiernska gården   |
| 2014 |                                    | Pang i bygget John Cleese och Connie Booth                                                                | Anders Albien                  | Fredriksdalsteatern      |
| 2016 | Donna Lucia d'Alvadorez            | Charleys tant Brandon Thomas                                                                              | Anders Aldgård                 | Intiman                  |
| 2017 | Emma Klinker                       | Spanska flugan Franz Arnold och Ernst Bach                                                                | Anders Aldgård                 | Gunnebo slottsteater     |
| 2024 | Carolina Grip, primadonna assoluta | Ett resande teatersällskap Andreas T. Olsson                                                              | Andreas T. Olsson              | Sundspärlan              |